# Alfredas Henrikas Stasiulevičius
Alfredas Henrikas Stasiulevičius (*  23. Mai 1937 in Kaunas) ist ein litauischer Politiker.

## Leben
Nach dem Abitur 1956 absolvierte er 1961 das Diplomstudium der Pädagogik am Vilniaus pedagoginis institutas. 1961 arbeitete er als Lehrer in Patamulšėlis (Rajongemeinde Kaunas). Danach leistete er den Sowjetarmeedienst. Von 1963 bis 1990 war er Lehrer an der 7. Mittelschule Kaunas.
1990 war er Gehilfe des Deputaten Liudvikas Simutis.
Von 1990 bis 1995 war er Deputat und von 1995 bis 1996 Mitglied im Stadtrat Kaunas.
Von 1996 bis 2000 war er Mitglied im Seimas.
Ab 1993 war er Mitglied von Tėvynės Sąjunga (Lietuvos konservatoriai).
Mit seiner Frau  Alina hat er die Tochter Skaidrė.